# Frédéric Xhonneux
Frédéric Xhonneux, född 11 maj 1983, är en friidrottare från Belgien. Han deltog vid olympiska sommarspelen 2008.